# Élie Robert Schmitz
Pour les articles homonymes, voir Schmitz.
Élie Robert Schmitz, né le 8 février 1889 à Paris et mort le 5 septembre 1949 à San Francisco (Californie), est un pianiste et compositeur franco-américain.

## Biographie
E. Robert Schmitz étudie le piano dans la classe de Louis Diémer, au Conservatoire de musique et de déclamation à Paris où il remporte le premier prix. Camille Saint-Saëns et Vincent d'Indy s'intéressent à lui, et il prend la direction de l'« Association Musicale Moderne et Artistique » (plus tard rebaptisée « Association de Concerts Schmitz »), assurant la création de plusieurs partitions modernes : la Rhapsodie pour saxophone de Debussy, les Évocations op.15 de Roussel, les Crépuscules d'amour de Paul Le Flem et la Suite symphonique de Darius Milhaud. Schmitz dirige cette Association de 1912 à 1914.
En tournée aux États-Unis en 1919 et 1920, il fonde la « Société musicale franco-américaine » (Franco-American Music Society) à New York, rebaptisée Pro Musica en 1923.
C'est à Robert Schmitz et son épouse Germaine Schmitz que revient le mérite d'avoir co-organisé, avec l'imprésario Bernard R. Laberge, l'importante tournée nord-américaine de Maurice Ravel de janvier à avril 1928, tournée qu'ils avaient projetée dès 1920.

## Publications
Schmitz a publié un système d'étude de piano, The Capture of Inspiration, en 1935. Son analyse de l'œuvre pour piano de Claude Debussy a été publiée après sa mort, en 1950.

## Discographie
E. Robert Schmitz a enregistré en 1942 l'ensemble des Préludes de Debussy. CD Les introuvables vol.34 Classica 2022 

## Enregistrements sur rouleaux de piano pneumatique
C'est probablement pendant sa tournée aux états-unis de 1919-1920 que Schmitz a enregistré ces rouleaux sur le système "Duo-Art" de la firme Aeolian. Dix rouleaux ont été produits par Schmitz dont :
- Prélude à l'après midi d'un faune de Debussy . Transcription pour piano seul
- Jeux d'eau de Ravel
- Carnaval de Schumann. Extraits.

Reproduction obtenue à partir d'un piano Steinway de 1917 équipé d'un système pneumatique "Duo-Art" intégré.